# Rustam Assakalov
Rustam Assakalov est un lutteur ouzbek né le 13 juillet 1984, spécialisé dans la lutte gréco-romaine.
Il est notamment vice-champion du monde de lutte gréco-romaine en 2015  dans la catégorie des moins de 85 kg.

## Palmarès

### Championnats du monde
- Médaille d'argent en lutte gréco-romaine dans la catégorie des moins de 85 kg en 2015 à Las Vegas

### Championnats d'Asie
- Médaille d'or en lutte gréco-romaine dans la catégorie des moins de 85 kg en 2015 à Doha
- Médaille d'or en lutte gréco-romaine dans la catégorie des moins de 84 kg en 2013 à New Delhi
- Médaille d'argent en lutte gréco-romaine dans la catégorie des moins de 85 kg en 2014 à Almaty
- Médaille de bronze en lutte gréco-romaine dans la catégorie des moins de 98 kg en 2017 à New Delhi

### Jeux asiatiques
- Médaille d'or en lutte gréco-romaine dans la catégorie des moins de 85 kg en 2014 à Incheon